# ريتش هنتر
ريتش هنتر (بالإنجليزية: Rich Hunter)‏ هو لاعب كرة قاعدة أمريكي، ولد في 25 سبتمبر 1974 في باسادينا في الولايات المتحدة.

## وصلات خارجية
- ريتش هنتر على موقعبيزبول رفرنس.كوم (الدوري الرئيسي) (الإنجليزية)